# Euryzeargyra
Euryzeargyra is een kevergeslacht uit de familie van de boktorren (Cerambycidae). De wetenschappelijke naam van het geslacht werd voor het eerst geldig gepubliceerd in 1957 door Breuning.

## Soorten
Euryzeargyra omvat de volgende soorten:
- Euryzeargyra fuscostictica Breuning, 1957
- Euryzeargyra sumatrensis Breuning & Heyrovsky, 1964